# El Trono de México
El Trono de México es un grupo musical de música regional mexicana  especializado en los géneros de duranguense y Tierra Caliente. Fue formado en Santo Tomás de los Plátanos, Estado de México, en 2004.

## Historia
La agrupación se formó en 2004 en Santo Tomás de los Plátanos, Estado de México, teniendo como miembros iniciales a Everardo Marcelino Ávila, como el vocalista principal y director musical, Enrique Martínez Cruz en la batería, Luis Alberto López Terán en las percusiones y tambora, Duani Marcelino Ávila como el vocalista de apoyo y integrante en los teclados, Yovany Bautista Morales y Odilón Marcelino Ávila. Comenzaron su carrera musical con la discográfica Registros Skalona, con la que produjeron y estrenaron su álbum debut en 2004, «Soy dos veces mexicano».
Posteriormente, lanzaron los discos «El pesudo» (2005), «El muchacho alegre» (2006) y «Fuego nuevo» (2007). Entre sus canciones más conocidas se encuentran «Por amor a ti», «Te ves fatal», «Ganas de volver amar» y «Se fue».
Entre 2022 y 2023, lanzaron los sencillos: «No valoraste», «Quiero pero no puedo», y «Sufres porque quieres». En 2024, colaboraron con la banda Los Primos de Durango para lanzar una versión en conjunto de su tema, «Almas gemelas». En el mismo año, se mantuvieron activos realizando presentaciones en eventos independientes, tal y como lo hicieron en la feria de Ecatepec y el palenque de Metepec.

## Discografía

### Álbumes
- 2004: Soy Dos Veces Mexicano
- 2005: El Pesudo
- 2006: El Muchacho Alegre
- 2007: Fuego Nuevo
- 2008: Cruzando Fronteras
- 2008: Almas Gemelas
- 2009: Hasta Mi Final
- 2010: Quiero Decirte Que Te Amo[8]
- 2011: Sigo Estando Contigo[9]
- 2012: A Corazón Abierto
- 2013: Irremplazable
- 2014: Que Bonita Es La Vida[10]
- 2018: Cumpliendo Sueños
- 2021: Esclavo y Rey

### Recopilaciones
- 2008: Las Famosas del Trono: Grandes Éxitos
- 2015: Los Mas Grandes

### Álbumes en vivo
- 2009: Desde la Patria en Vivo!
- 2010: En Vivo Desde Nueva York[11]
- 2019: Conciertos VIP 4K